# Аджит Пал Сінгх
Аджит Пал Сінгх (1 квітня 1947) — індійський хокеїст на траві.
Бронзовий призер Олімпійських Ігор 1968, 1972 років, учасник 1976 року.
Срібний призер Азійських ігор 1970, 1974 років.
Чемпіон світу 1975 року, срібний призер 1973 року, бронзовий призер 1971 року.